# Augustinus Hieber
Augustinus Hieber (* 15. Februar 1886 in Straßdorf bei Schwäbisch Gmünd; † 4. Januar 1968 in Merazhofen bei Leutkirch im Allgäu) war ein deutscher Pfarrer, der im Ruf der Heil- und Wundertätigkeit stand und von seinen Anhängern als „Segenspfarrer vom Allgäu“ verehrt wird.

## Leben
Ursprünglich dazu bestimmt, den elterlichen Bauernhof zu übernehmen, soll er sich bereits als Zehnjähriger nach einem Erweckungserlebnis für eine Laufbahn als Priester entschieden haben. Er besuchte ab 1896 das Gymnasium in Schwäbisch Gmünd, trat 1901 in das Priesterseminar in Rottweil ein, studierte dann in Tübingen Theologie, Orientalische Sprachen und Philosophie und wurde am 13. Juli 1910 von Paul Wilhelm von Keppler, Bischof von Rottenburg-Stuttgart, zum Priester geweiht.
Hieber diente anschließend als Vikar und Kaplan in Schramberg und Stuttgart, danach als Stadtpfarrer in Göppingen. Als er dort nach einer schweren Krankheit wieder gesundete, entstanden in seinem Umfeld Gerüchte von einer wundersamen Heilung, die ihn so in Verlegenheit gesetzt haben sollen, dass er um Versetzung an einen anderen Ort ersuchte und schließlich die Pfarrstelle in Merazhofen, im heutigen Dekanat Allgäu-Oberschwaben, erhielt. Nach anderer Darstellung erfolgte die Versetzung aus Rücksicht auf seine schwache Gesundheit. Am 8. Juni 1936 trat er die neue Stelle an.
In Merazhofen war er neben seinem Pfarramt Beauftragter für den Dritten Orden der Franziskaner und Bischöflicher Kommissar für das Dekanat Leutkirch. Als bischöflicher Kommissar war er Schuldekan der Dekanate Leutkirch und Wangen im Allgäu. Von Merazhofen aus wurde er als „Segenspriester“ und gefragter Beichtvater bekannt, den Gläubige aus Deutschland, Österreich und der Schweiz aufsuchten. Bei seinen Anhängern stand er im Ruf, ein heiligmäßiges Leben zu führen und Wunder und Heilung von Krankheit bewirken zu können. Er unternahm auch seinerseits mit seinen Anhängern zahlreiche Wallfahrten in die Umgebung sowie nach Lourdes und Rom. Auf einer Romwallfahrt soll er 1956 im Anschluss an den Rombesuch auch Padre Pio aufgesucht und von diesem gesegnet und als Heiliger erkannt worden sein.

## Nachleben

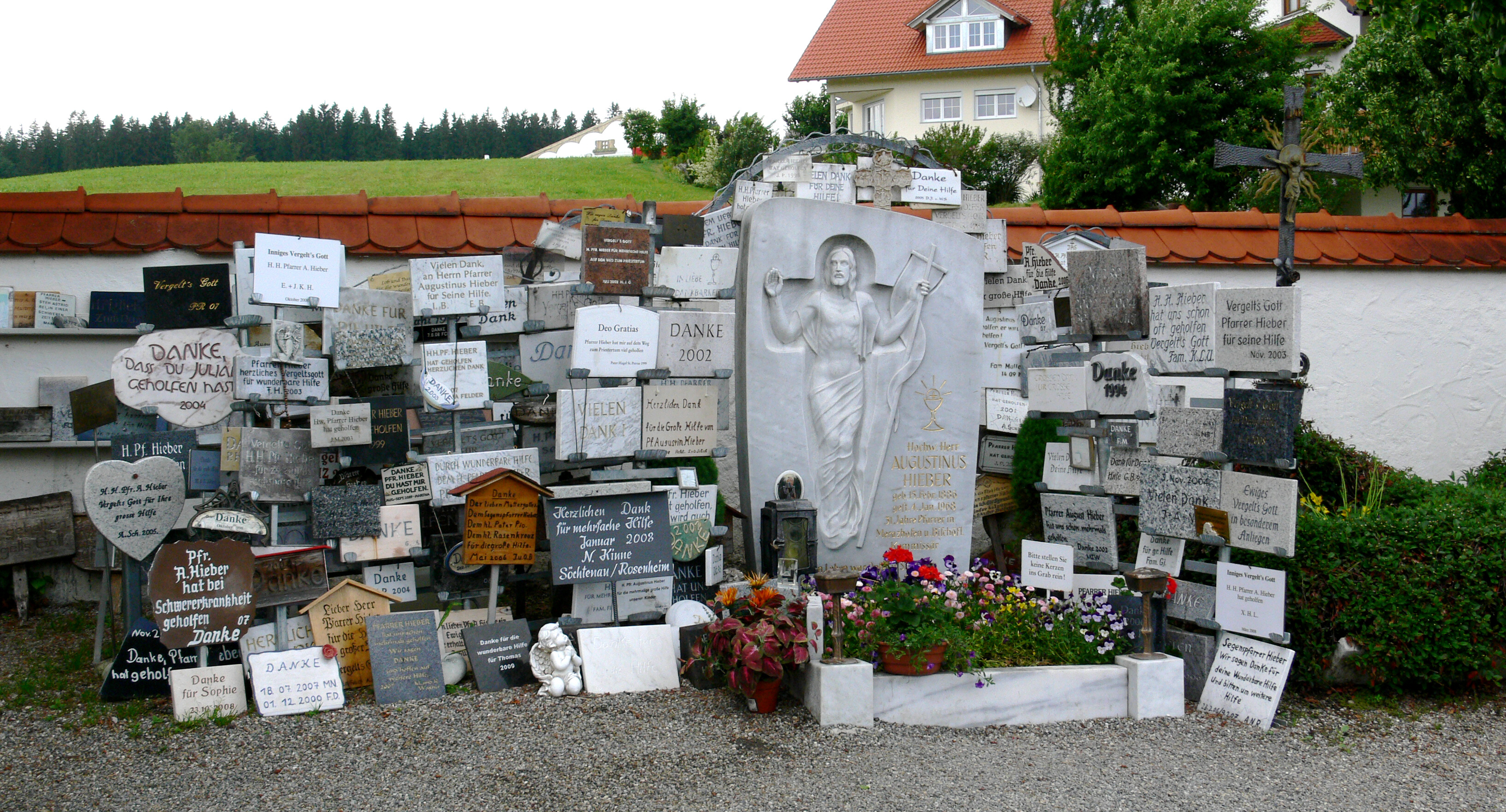
Das mit Votivtafeln geschmückte Grab von Augustinus Hieber in Merazhofen.

Pfarrer Hieber starb 1968; sein Grab in Merazhofen wurde von Pilgern und Kranken besucht und es wurde von weiteren Wunder- und Heilungserlebnissen an diesem Grab berichtet. Für das Grab wurden zahlreiche Votivtafeln mit Danksagungen von Pilgern gestiftet, die ihre Genesung auf den Segen des Pfarrers zurückführen. Von der Gemeinde wurde das Grab als Gedenkstätte gestaltet und zum 40. Jahrestag des Todes mit einem 250 kg schweren Kerzenleuchter geschmückt, außerdem wurde die zum Friedhof führende Straße in Pfarrer-Hieber-Weg umbenannt und ein Pfarrer-Hieber-Gedächtnisverein e. V. zur Pflege seines Andenkens gegründet. Für die Veröffentlichung seines Wirkens hat sich besonders die Schweizer Schriftstellerin Ida Lüthold-Minder in mehreren Schriften engagiert. Er soll kurz vor seinem Tode die Entstehung des Rasenkreuzes in Meggen vorhergesagt haben.
Eine Petition zur Einleitung von Hiebers Seligsprechung soll bis 2008 von über 20.000 Menschen unterzeichnet worden sein.
Am 7. August 2012 wurde in seinem Geburtsort Straßdorf ein Platz neben der Kirche St. Cyriakus in Pfarrer-Hieber-Platz benannt. Zeitgleich wurde neben der Kirche eine Augustinus-Hieber-Skulptur eingeweiht.

## Schriften
- Eine Weihegabe zu Ehren des göttlichen Herzens Jesu. Göppingen, im Selbstverlag des Verfassers, 1933
- Ave Maria! Festpredigt beim Kapellenfest in Engerazhofen. Neudruck mit unbedeutenden Veränderungen. St.-Josefs-Druckerei, Wangen im Allgäu 1945
- Spes nostra salve! Unsere Hoffnung sei gegrüßt! Festpredigt zur Frauenwallfahrt nach Maria-Steinbach, gehalten 7. Oktober 1949. St.-Josefs-Druckerei, Wangen im Allgäu, 1949
- Salve Regina! Festpredigt auf das Titularfest der Skapulierbruderschaft in Hofs, gehalten am Sonntag, den 19. Juli 1942. [Ohne Ort] 1949

## Video
- Der Segenspfarrer vom Allgäu. Pfarrer Augustinus Hieber, 1886–1968. Dokumentarfilm über Leben und Wirken des Allgäuer Segenspfarrers Augustinus Hieber, 135 Min., Astra / FE Medienverlag, Kißlegg